# المعاينة (المحويت)

تعديل مصدري - تعديل

المعاينة هي إحدى قرى عزلة الوسط بمديرية المحويت التابعة لمحافظة المحويت، بلغ تعداد سكانها 663 نسمة حسب تعداد اليمن لعام 2004.